# Clara Driscoll

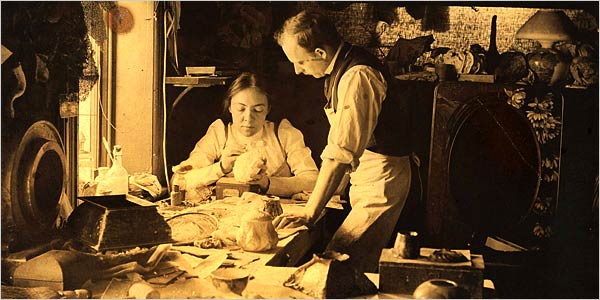
Clara Driscoll en el taller con Joseph Briggs, director por mucho tiempo en Estudios Tiffany (1901).

Clara Driscoll (15 de diciembre de 1861-6 de noviembre de 1944, Tallmadge, Ohio), fue directora del Departamento de Cortado de Vidrio de Estudios Tiffany (Las "Chicas Tiffany"), en la Ciudad de Nueva York. Usando patrones creados de los diseños originales, esas mujeres seleccionaban y cortaban el vidrio para ser usado en las famosas lámparas. Driscoll diseñó más de treinta lámparas Tiffany producidas por Tiffany Studios, entre ellas, Daffodil que fue la primera de todas, Wisteria, Dragonfly y Peony.

## Biografía
Clara Driscoll, nacida Clara Pierce Wolcott el 15 de diciembre de 1861, era la hija mayor de Elizur V. Wolcott y Fannie Pierce. Su padre falleció cuando ella contaba 12 años. Inusual para aquel tiempo, Clara junto con sus tres hermanas más jóvenes, fueron alentadas a realizar estudios superiores. Mostró talento para el arte, y después de asistir a la Escuela de Reserva Occidental de Diseño para Mujeres (ahora el Instituto de Arte de Cleveland) trabajaba para un fabricante de mobiliario local. Posteriormente se mudó a Nueva York y se enroló en el entonces nuevo Museo Metropolitano.
El potencial artístico de Driscoll era obvio y fue contratada por Louis Comfort Tiffany para trabajar en la Compañía Vidriera Tiffany (más tarde conocida como Tiffany Studios) en 1888. Trabajó por más de 20 años, diseñando lámparas y bienes lujosos así como supervisando el Departamento de Cortado de Vidrio de Mujeres. 
Mujeres comprometidas o casadas no eran permitidas en la compañía, así que Driscoll tuvo que dejar la empresa debido a su matrimonio en 1889. Después de que el primer marido de Driscoll, Francis Driscoll, muriera en 1892, ella volvió a trabajar en Tiffany. Se comprometió nuevamente en 1896-1897, con Edwin Waldo, pero desapareció y no se casó. Permaneció en Tiffany Estudios hasta su matrimonio con Edward A. Booth en 1909. Mientras trabajaba con Tiffany, Driscoll trabajó estrechamente con otras "Chicas Tiffany" entre ellas, Alice Carmen Gouvy y Lillian Palmié.

## Cartas y trabajos
A través de los esfuerzos combinados de Martin Eidelberg (profesor emérito de historia de arte en la Universidad Rutgers), Nina Gray (otra estudiante independiente en el Sociedad Histórica de Nueva York), y Margaret K. Hofer (conservadora de artes decorativas de la Sociedad Histórica de Nueva York), el trabajo de Clara Driscoll y otra "Chicas Tiffany" en el diseño de las lámparas Tiffany ha sido ampliamente difundido. Sin embargo, un libro publicado en 2002 titulado Tesoros de Escritorio de Tiffany, por George A. Kemeny y Donald Miller, ya nombraba a Clara Driscoll como la diseñadora de la pantalla de la lámpara Libélula de la firma Tiffany, así como su colaboración significativa al Vidrio Tiffany, cuatro años antes de que Eidelberg y Gray publicaran su libro en 2006. El libro también cita a Driscoll por ser una de las mujeres mejor pagadas de su tiempo, ganando 10,000 dólares al año.

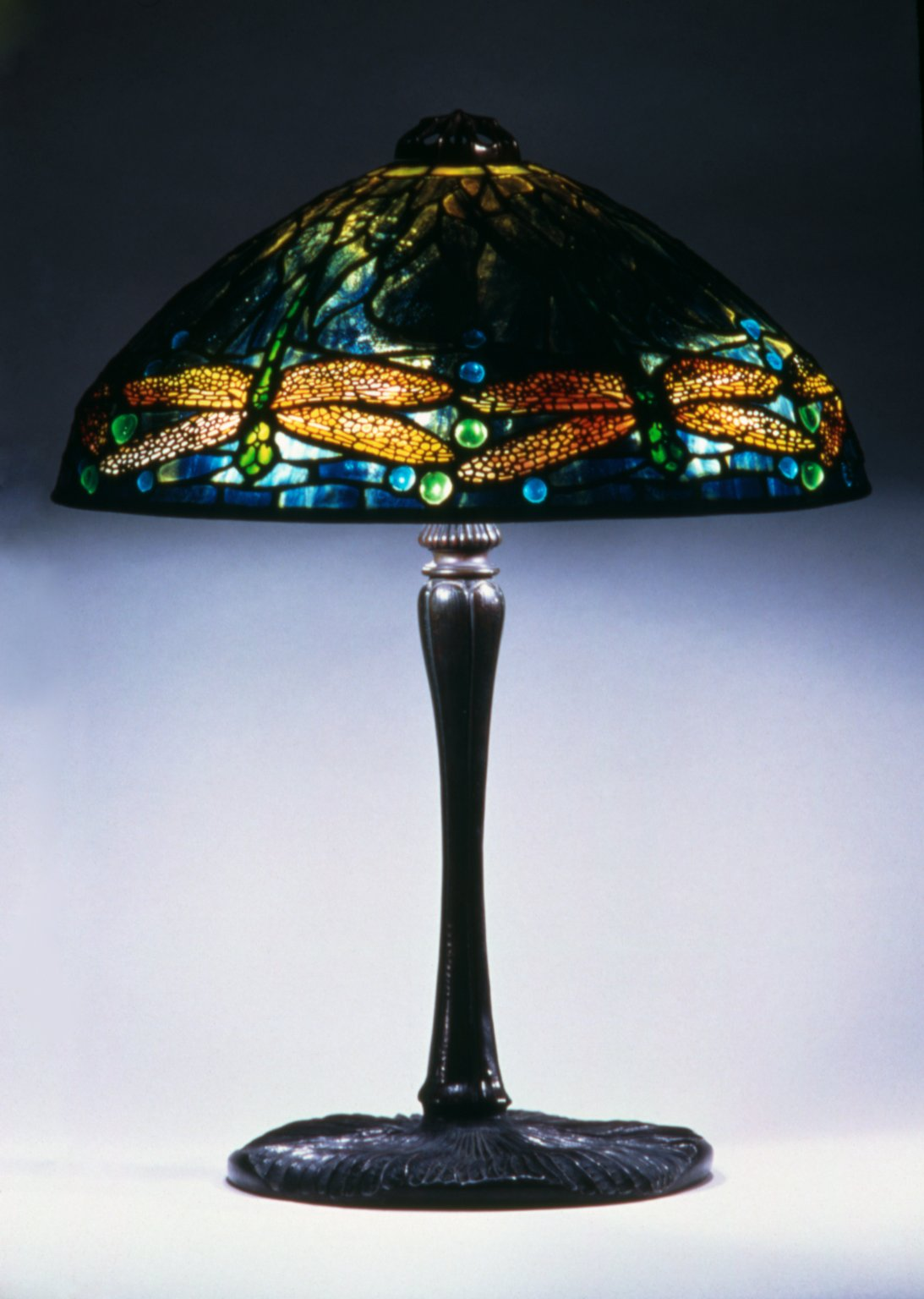
Lámpara de libélula, ca. 1900 Museo Brooklyn.

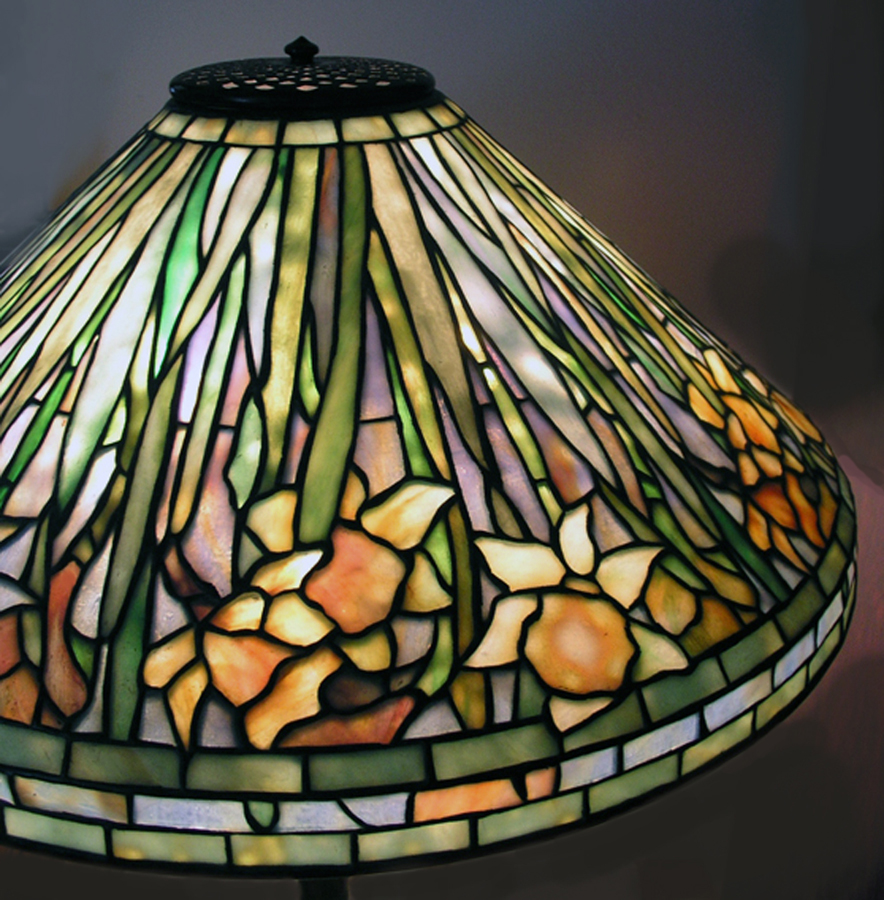
Narciso de Tiffany Studios, lámpara de mesa de cristal, diseño de Clara Driscoll.

Mientras investigaba para un libro sobre Tiffany en la Queens Historical Society, Gray encontró las cartas escritas por Driscoll a su madre y hermanas durante el tiempo que fue empleada de Tiffany. The New York Times cita a Gray diciendo: "sacaron dos libros y varias cajas, todas cartas, y pienso la primera cosa que leí sobre cómo había diseñado una lámpara de narciso. Y  empecé a chillar. En la parte superior decía algo como  ‘el mediodía en Tiffany es' así fue durante su hora de comida ¿Qué haces con a algo así?”
Martin Eidelberg independientemente había visto la correspondencia cuando se le acercó un descendiente de Clara Driscoll después de una conferencia. Los dos historiadores compararon notas después de que cruzaron caminos en la Universidad Estatal Kent, donde ambos estaban buscando más de la correspondencia de Driscoll. Su conclusión fue indiscutible. Fue Clara Driscoll y las "Chicas Tiffany" quiénes habían creado muchos de los diseños de las lámparas Tiffany, originalmente atribuidos a Louis Comfort Tiffany y su personal de diseñadores varones.
La Sociedad Histórica de Nueva York realizó la conferencia "Una Luz Nueva en Tiffany: Clara Driscoll y las "Chicas Tiffany" (27 de noviembre de 2006) explicando que el reconocimiento al trabajo de Driscoll (y sus "chicas") era el resultado de los esfuerzos de Investigación de Eidelberg, Gray y Hofer. The New York Times el 25 de febrero de 2007, indicó: "Cuando la exposición era instalada, algunas de estas pequeñas siluetas de metal utilizadas para crear una hermosa lámpara de narciso estaban todavía mezcladas en una caja de almacenamiento. Sin sentido por sí mismos, cuándo se ponen en orden,  traen a la vida un objeto exquisito, tal como el espectáculo en sí, un rompecabezas ahora armado, ilumina a las talentosas mujeres que habían permanecido a la sombra de un hombre célebre."